# داريل كلارك (لاعب دوري الرغبي)
داريل كلارك (بالإنجليزية: Daryl Clark)‏ هو لاعب دوري الرغبي بريطاني، ولد في 10 فبراير 1993 في كاسلفورد ‏ في المملكة المتحدة.

## روابط خارجية
- داريل كلارك على موقع ItsRugby.co.uk (الإنجليزية)